# Ajmal Faisal
Ajmal Faisal (Kabul, 14 augustus 1990) is een Afghaans bokser bij de vlieggewichten. Hij nam eenmaal deel aan de Olympische Spelen, maar won bij die gelegenheid geen medailles. In 2012 nam Faisal deel aan de Olympische Zomerspelen in Londen. In de eerste ronde verloor hij met 22-9 van de Fransman Nordine Oubaali. 
Faisal volgt een studie rechten.